# 평양무궤도전차공장
평양무궤도전차공장(平壤無軌道電車工場)은 조선민주주의인민공화국 평양직할시에 있는 공장이다.
평양 직할시에 소재하며 평양직할시 여객 운수 연합 기업소 산하 공장으로 1959년 4월 김정일 방문시는 중앙 자동차 수리 공장이었으며 이후 평양 화물 자동차 수리 공장을 거쳐 현재의 공장에 이르고 있다.

## 공장 개요
1961년 최초로 소형 무궤도 전차인 천리마 9.11호 5대를 생산하여 시내 수송 수단으로서 개발 가능성을 검토한 후, 1963년 대형 무궤도 전차 천리마 9.25호를 생산하기 시작하였으며 양산 체제에 들어갔으며 공장 이름도 평양 무궤도 전차 공장으로 개칭하였다. 무궤도 버스, 대형 버스 및 소형 버스도 생산했다.
1989년에 신형 무궤도 전차를 제작하였으며, 1990년에는 광복 소년호 대형 버스와 신형 연결식 대형 버스 서기련호를 제작하였다.
조총련 지바현 교육회 부회장 서기련이 북한에 자금을 바침으로써 이를 기념하기 위하여 이름을 서기련호로 명명하였으며, 수용능력은 약 200명이다.
이후 2000년 11월경 특대형 무궤도 전차를 제작 공급하여 평양 지역 여객 수송 문제에 기여하였다.
2001년에는 9월말 현재로 공업 생산액 계획을 109.4%로 수행하였으며 철판, 동선을 비롯한 자재들과 각종 치차류, 수많은 부속품을 자체의 힘으로 해결하고 견인 전동기, 펌프 전동기 등 중요 부분품들도 수리하여 수십대의 무궤도전차를 생산하였음을 알수가 있다.
특히 지난 몇년동안 조선로동당이 제시한 무궤도 전차 생산 목표를 1.4배로 돌파해왔다.

## 개건 현대화 과정
2002년 2월 조선민주주의인민공화국의 주민들의 지원으로 10대의 청년 전위호 무궤도 전차들을 마련하여 평양 직할시에 지원하였다.
2009년에는 여객 운수 보장에서 요구되는 용접 및 절단 문제를 풀기 위해 산소와 수소 발생기를 제작하여 지원 하였다.
2010년에 비동기 전동기를 전압과 주파수 변동의 영향을 크게 받지 않는 최량화시킨 새형의 전동기 기술을 개발하였다.
2012년 11월 수십대의 신형 무궤도 전차를 생산하였고 한편 전년 생산 실적을 반영하는 사회주의 경쟁 공동 순회 우승기를 2013년까지 5차례 받은점 등으로 보아 생산활동이 꾸준히 이루어진 것으로 보인다.
하지만 2015년 김정은이 비밀로 현지지도를 왔었을 때 결국 노후화가 된 것을 보고 질책을 하여 결국 개건 현대화를 명령을 하였을 때 결국 평양 무궤도 전차 공장은 개건 현대화 공사를 하였고 5.30 경제개혁조치의 영향으로 자체 자금까지 써가며 전면적으로 개건 현대화를 하였다.
이때 조립 과정을 전면적으로 원격 조종 컨베이어화를 시키고 특히 열처리 공정과 전해 도금 과정 그리고 전동기 합침 건조 공정과 전력 공급 계통을 전면 무인화를 시키는데 일조를 하고 특히 1단계 현대화를 마친 것을 로동신문에서 보도를 하였다.
특히 2018년 2월 김정은이 현지지도를 왔을 때 조립 공정의 컨베이어화와 열처리 및 전해 도금 과정을 무인화 시킨 것에 대하여 감격을 하였고 이것이 진정한 조직적인 변화라고 칭찬을 하였으며 더군다나 이러한 후방 사업의 보장으로 월급의 대폭 인상등도 영향을 받아 다른 자동차 공장들도 평양 무궤도 전차 공장을 본받으라고 하였다.

## 개건 현대화 연표
- 2002년 : 조선민주주의인민공화국의 주민들의 지원으로 10대의 청년 전위호 무궤도 전차들을 마련하여 평양 직할시에 지원하였음
- 2009년 : 여객 운수 보장에서 요구되는 용접 및 절단 문제를 풀기 위해 산소와 수소 발생기를 제작하여 지원 하였음을 알수가 있음
- 2010년 : 비동기 전동기를 전압과 주파수 변동의 영향을 크게 받지 않는 최량화시킨 새형의 전동기 기술을 개발하였음
- 2012년 : 수십대의 신형 무궤도 전차를 생산하였음
- 2013년 : 사회주의 경쟁 공동 순회 우승기를 2013년까지 5차례 받았다는 것을 알수가 있음
- 2015년 : 김정은이 비밀로 현지지도를 왔었을 때 결국 노후화가 된 것을 보고 질책을 하여 결국 개건 현대화를 명령을 하였음
- 2017년 : 조립 과정을 전면적으로 원격 조종 컨베이어화를 시키고 특히 열처리 공정과 전해 도금 과정 그리고 전동기 합침 건조 공정과 전력 공급 계통을 무인화를 시켰음
- 2018년 2월 : 김정은이 두번째 현지지도를 왔을 때 조립 공정의 컨베이어화와 열처리 및 전해 도금 과정을 무인화 시킨 것에 대하여 감격을 하였음
- 2018년 8월 : 김정은이 세번째 현지지도를 왔을 때 새 무궤도 전차를 보고 감격하여 시범 운행을 타보고 결정하여 잘만들었다고 극찬을 하였음[10]